# Ginette Martenot
Pour les articles homonymes, voir Martenot.
Ginette Martenot (née le 27 janvier 1902 à Paris et morte le 6 septembre 1996 à Crozon) est une pianiste et une ondiste française. Elle est la sœur de Madeleine Martenot et de Maurice Martenot.

## Biographie
Elle commence très tôt sa carrière musicale. Entrée à 16 ans, avec une dispense, au Conservatoire de Paris, elle suit les cours de contrepoint et fugue aux côtés d’Arthur Honegger. À 26 ans, elle accompagne au piano le premier concert d’Ondes Martenot de son frère à l’Opéra de Paris. En 1937, lors de l’Exposition universelle, elle dirige un orchestre de seize Ondes, et anime également un stand de dessin pour les jeunes enfants ce qui la conduit à adjoindre, en 1936, une section d’enseignement des Arts plastiques à l’École de Musique fondée par sa sœur, Madeleine Martenot. Cette double activité, ainsi que l’ensemble de sa pédagogie vaut la Médaille d’or de l’Exposition à la famille Martenot. Pendant quarante ans, Ginette voyage à travers les cinq continents, faisant connaître les Ondes Martenot et se consacrant à la musique contemporaine, obtenant même, en 1957, le Premier Grand Prix du Disque, avec la Suite Delphique de Jolivet. Elle a épousé la même année le sociologue Didier Lazard (1910-2004).
Première grande ondiste, elle suscitera de grandes œuvres écrites pour le Martenot, instrument inventé par son frère, Maurice Martenot, auprès de compositeurs tels que Messiaen, Jolivet, Honegger, Milhaud, Landowski et bien d'autres. 

## Les Arts plastiques
Initialement destinés à stimuler la créativité des enfants, le succès des cours d’arts plastiques lancés par Ginette Martenot en 1937 a rapidement intrigué et attiré les adultes amateurs.[passage promotionnel] Par la suite, une formation continue a été mise en place pour les artistes désirant enseigner dans leur propre atelier. 
Fédérée autour de cette formation professionnelle diplômante (Levallois-Perret, France, et Florence, Italie), l'Association loi de 1901 Ginette Martenot Arts Plastiques regroupe aujourd'hui 168 membres dans six pays, artistes et professeurs en ateliers habilités à enseigner et transmettre la pédagogie Martenot.
L’harmonie, le mouvement, l’éveil des sens, autant de dimensions encore vibrantes d'actualité, qui ont permis à la pédagogie de s'épanouir jusqu'à aujourd'hui et confortent le succès actuels des ateliers Martenot.[passage promotionnel]

## Publications
- « Voies nouvelles pour présenter la musique à l'enfant ». Pour l'ère nouvelle, 1933, 155-158.
- « Influence du rythme et du temps rythmique chez l'enfant » (en collaboration avec Maurice Martenot). Pour l'ère nouvelle, 1934, 171-173.

## Décorations
- Commandeur de l'ordre des Arts et des Lettres Elle est promue d’emblée commandeur le 20 avril 1995[4].